# Ciemna triada
Ciemna lub mroczna triada – zespół cech osobowości obejmujący makiawelizm, narcyzm i psychopatię. Nazywa się je „ciemnymi” lub „mrocznymi” z powodu ich szkodliwych społecznie właściwości.  Osoby o wysokim poziomie tych cech częściej popełniają przestępstwa, wywołują niepokój społeczny i są przyczyną poważnych problemów dla organizacji, zwłaszcza jeśli zajmują stanowiska kierownicze. Osoby te łączy też brak empatii, bezduszność i egoizm, przedmiotowy stosunek do ludzi, tendencja do manipulacji interpersonalnej i eksploatacji partnerów.
Nazwa „ciemna triada” lub „mroczna triada” (ang. dark triad) została wprowadzona przez psychologów Delroya Paulusa i Kevina Williamsa, jako określenie dla trzech właściwości dyspozycyjnych, które są społecznie niepożądane, lecz stanowią przejaw „normalnej” zmienności w obrębie osobowości.

## Koncepcje pokrewne

### Ciemna tetrada
Wielu badaczy zasugerowało rozszerzenie ciemnej triady, aby zawierała czwartą ciemną cechę. Najczęstszym dodatkiem jest codzienny sadyzm (ang. everyday sadism), definiowany jako przyjemność płynąca z okrucieństwa. Jakkolwiek sadyzm jest silnie skorelowany z ciemną triadą, naukowcy wykazali, że sadyzm prognozuje antyspołeczne zachowania wykraczające poza ciemną triadę. Jako uzupełnienie proponowano również zaburzenie osobowości borderline i podejmowanie ryzyka w celu uzyskania statusu (ang. status-driven risk-taking).

### Jasna triada
Zainspirowany ciemną triadą Scott Barry Kaufman zaproponował wprowadzenie tzw. jasnej triady cnót osobowości: humanizm, kantyzm i wiara w ludzkość. Osoby, które osiągają wysokie wyniki w zakresie cech jasnej triady, zgłaszają również wyższe poziomy: religijności, uduchowienia, satysfakcji życiowej, akceptacji innych, przekonania, że oni i inni są dobrzy, współczucia, empatii, otwartości na doświadczenie i sumienności.